# Signoria
A Signoria (ejtsd: szinyoría) az olasz signore, azaz „úr” szóból származik, és a középkori, reneszánsz Itália városállamaiban meghonosodott állami intézményt jelölte. A Signoria megjelent majdnem minden észak-itáliai államban, és a központi hatalomhoz kötődött, azonban kialakulásuk, történelmi és politikai hátterük már merőben más volt. A szó etimológiájából következően a Signoriák hatalmukat az Úr kegyelméből, az ő áldásával gyakorolták, amely jelzi a korabeli vallásos emberek körében a Signoria fontosságát. Isteni jelzője ellenére azonban nem mindenhol töltött be fontos szerepet, csak két itáliai városállamban: Firenzében és Velencében.

## A Signoria kialakulása
A Nyugatrómai Birodalom bukása után az Appennini-félsziget egysége legközelebb a 19. században állt helyre. A félsziget a népvándorlások idejében alapvetően három nagy részre tagolódott. A déli részt a hajós normannok foglalták el, míg Róma és Közép-Itália a Pápai Állam birtoka lett. Észak egy ideig Bizánc és általa Ravenna befolyása alá került, de a keleti birodalom gyengülése után az északi rész több független vagy hűbéres államra bomlott.

A sokszínű hatalmi centrumok korábban mindig valamiféle központi irányítás alá tartoztak, amely összefogta őket. Ez a bizánci hatalom megszűnésével és a függetlenség kivívásával megszűnt, így a városállamok lassan megalkották saját állami berendezkedésüket. A fejlődés mindenhol más utakat járt be, így az intézmények java része nem is egyezett meg az itáliai államokban. A későbbi évszázadokban merült fel annak igénye, hogy megszülessen egy olyan intézmény, amely a mai kormány szerepét látja el. Főként annak összefogó, szervező, és a külföldi hatalmakkal tárgyaló szerepét szerették volna kihangsúlyozni. A Signoria ennek megfelelően alakult ki az itáliai városállamokban, bár tevékenységi köre igen széles skálán mozgott.

## A Signoria szerepe és feladatai
A Signoria tehát főként kormányzatként, kormányzó szervként, uralkodó intézményként fordítható le a mai ember számára. Az itáliai városok fejlődésének különbözősége miatt azonban szerepköre korántsem volt egységes. Leginkább két fő típus alakult ki. Verona a della Scala család uralma alatt vagy Firenze, Cosimo de’ Medici uralkodása idején képviselheti az egyik típust. Ezen Signoriák az uralkodó családok befolyása alatt tevékenykedtek, és tulajdonképpen az uralkodó akaratát fogadták el. Mai szemmel ezek úgy működtek, mint az egypártrendszer parlamentje.

A másik típust a Viscontiak által irányított Milánó képviselheti, amelynek állami berendezkedésében a Signoria alkotmányos szervként jelenik meg. Ezt a Signoriát is az uralkodó dinasztia irányította, de a népnek megvolt a lehetősége a Signoria befolyásolásában. Ezen felül a milánói Signoria valódi kormányként működött, amelyet elismert a pápa és a Német-római Birodalom is. A két legfőbb típus mellett Velence és Firenze politikai fejlődése kiemelt szerepet szánt a Signoriának, amely eltért a többi város gyakorlatától.

### A velencei Signoria
A Velencei Köztársaság egyik legnagyobb hatalommal bíró intézménye volt, amely a többi itáliai Signoriához hasonlóan a Kistanácsból fejlődött ki. 1141-ben alakult meg a Kistanács, amelyet később Consiliumnak neveztek. Ennek ekkoriban főként tanácsadói és bírói jogköre volt, ekkor még teljes mértékben a dózse irányítása alatt. 1147-től kezdve a tanács nevét Collegiumra változtatják, amely bizonyos fokú önállósodásra enged következtetni. 1187-től kezdve írásos bizonyítékok támasztják alá, hogy az állami szervet Kistanácsnak keresztelik át. Velence hat kerületéből egy-egy nemes kerülhetett a Kistanács tagjai közé, akiket a Nagytanács választott meg. A hat tagú tanács bírói és tanácsadói jogköre az arisztokratikus átalakulás évszázadában folyamatosan változott, de mindig erősödött. A 12. századra már a dózsét is háttérbe szoríthatta. Lassan a Kistanács államtanácsi szerepet öltött magára, és az államfővel közösen gyakorolta a kormányzati hatalmat. Ennek a szerepkörnek a kialakulásakor, a 13. században nevezték el a Kistanácsot Signoriának. Az igazságszolgáltatás legfőbb intézményének, a Quarantiának a megalakulása után a Signoria tagja lett annak három elnöke is. Ezért aztán 1412-ig a kormánynak tíz tagja volt: maga a dózse, a hat városrész (San Marco, San Polo, Santa Croce, Cannaregio, Castello és Dorsoduro) felső tanácsosai és a Quarantia három elnöke.

A Signoria tagjait consiglierinek nevezték, akiknek eleinte a huszonöt éves kort kellett betölteniük, hamarosan ezt negyven évre emelték. A consiglierik kötelesek voltak hivataluknak megfelelő öltözéket viselni, megbízatásukat nem utasíthatták vissza, hivatali idejük egy éve alatt legalább fél évig nem vállalhattak más állást, és nem foglalkozhattak a dózse magánügyeivel. Minden második évben újraválaszthatták őket, és a Nagytanács engedélye nélkül nem hagyhatták el Velencét. A hivatalban lévő dózse rokonai nem kerülhettek a Signoriába. A dózse mindig köteles volt fogadni a Signoria tagjait.

A velencei Signoria feladatköre folyamatosan változott az évszázadok során, ezért nehéz összefoglalni pontos feladatkörét. Az bizonyos, hogy kezdetben a dózséval együtt, később önállóan látta el a kormányzati ügyeket, képviselte a köztársaságot más államok felé. Megfigyelte és ellenőrizte a dózse személyét és tevékenységét, felbontotta a dózse levelezését, a dózse által javasolt kegyelmi ügyeket először a Signoria vitatta meg. A Signoria feladata volt az állami szervek ellenőrzése és a Nagytanács törvényeinek értelmezése. A dózse a kormány engedélye nélkül nem bocsáthatott ki határozatot, és csak a kormánytagok jelenlétében tarthatott audienciát, és csak velük utazhatott külföldre, később már a Dózsepalota elhagyásához is a Signoria kísérete kellett. Már a 13. századtól kezdve eldöntött tény volt, hogy a dózse és a Signoria közti vitában a kormánynak van igaza. A Signoria döntött az egyes hivatalok hatásköri vitáiban, és előterjesztési joga volt a Nagytanács, a Szenátus és a Quarantia ülésein, ahol jórészt magasított tribünön foglaltak helyet. Az egyik legfőbb bírói hatalmat is gyakorolhatta. A Signoria tagjainak hivatali ideje eleinte egy évre szólt, majd hat hónapra csökkent. Hivatali esküjüket azonban hivatalba lépésük előtt egy hónappal le kellett tenniük, hogy elődjüknek legyen ideje bevezetni őket a kormány munkájába. Minden vitában a Signoriának volt fenntartva az utolsó szó joga.

A Signoriát 1412-ben tizenegy bölccsel, azaz savióval bővítették ki, majd 1420-ban még öttel. Az így huszonhat tagúra bővült kormányt ekkor nevezték át Collegiónak, amely teljes nevén Pien Collegióként működött tovább.

### A firenzei Signoria
Firenze kormányzati és egyik legfontosabb állami szerve a késő középkori és reneszánsz időkben. Kilenc tagját priorinak nevezték, akiket a város céhei és a gonfaloniere adtak. Hat tagot a város főcéhei, kettőt Firenze alcéhei adtak. A Signoria üléseinek vezetője a gonfaloniere, azaz a köztársaság vezetője volt.

Tagjait mindössze két hónapra választották meg. A Signoria megválasztásának ceremóniája a város egyik legnevezetesebb napjává vált. Minden második hónapban egy bőrtarisznyába, az úgynevezett borsé-ba gyűjtötték a harmincadik évüket betöltött céhtagok neveit. A Santa Croce-templomban őrzött tarisznyát a főtérre vitték, és itt véletlenszerűen sorsolták ki a következő kormány tagjainak nevét. A sorsolásnak azonban szigorú feltételei voltak. Csak az a férfi volt megválasztható, akinek nem volt adóssága, már letöltötte céhes szolgálati idejét, és nem volt rokoni kapcsolatban az előtte már kisorsolt céhtagokkal. Miután megválasztották a nyolc új tagot, azonnal be kellett költözniük a Palazzo della Signoriába, ahol hivatali idejüket töltötték. A priorik busás jövedelmet kaptak hivataluk két hónapjára, továbbá szolgákat, illetve hivatalukhoz méltó öltözéket: karmazsinvörös palástot hermelinprém szegéllyel.
A firenzei Signoriának a feladatköre szinte mindenben megfelelt a mai kormányok szerepének. Összefogták és irányították a város hivatali rendszerét és intézményeit, képviselték Firenzét idegen hatalmakkal szemben. Döntéseihez azonban a Signoriának mindig konzultálnia kellett két másik állami tanáccsal, a Collegikkel.